# Illice dives
Illice dives là một loài bướm đêm thuộc phân họ Arctiinae, họ Erebidae.